# Cyclocephala immaculata
Cyclocephala immaculata är en skalbaggsart som beskrevs av Olivier 1789. Cyclocephala immaculata ingår i släktet Cyclocephala och familjen Dynastidae. Utöver nominatformen finns också underarten C. i. coahuilae.